# Alopoglossus
Genre
Alopoglossus est un genre de sauriens de la famille des Gymnophthalmidae.

## Répartition
Les 8 espèces de ce genre se rencontrent dans le nord de l'Amérique du Sud.

## Description
Ce sont des reptiles diurnes, et ovipares assez petits, aux pattes petites voire atrophiées.

## Liste des espèces
Selon The Reptile Database (9 novembre 2017) :
- Alopoglossus angulatus (Linnaeus, 1758)
- Alopoglossus atriventris Duellman, 1973
- Alopoglossus buckleyi (O’Shaughnessy, 1881)
- Alopoglossus copii Boulenger, 1885
- Alopoglossus embera Peloso & Morales, 2017
- Alopoglossus festae Peracca, 1904
- Alopoglossus lehmanni Ayala & Harris, 1984
- Alopoglossus viridiceps Torres-Carvajal & Lobos, 2014

## Publication originale
- Boulenger, 1885 : Catalogue of the lizards in the British Museum (Natural History) II. Iguanidae, Xenosauridae, Zonuridae, Anguidae, Anniellidae, Helodermatidae, Varanidae, Xantusiidae, Teiidae, Amphisbaenidae, Second edition, London, vol. 2, p. 1-497 (texte intégral).